# Grüner Dotter-Täubling
Der Grüne Dotter-Täubling oder Brennende Grün-Täubling (Russula urens, Syn.: Russula cuprea var. urens) ist ein Pilz aus der Familie der Täublingsverwandten. Der gut mittelgroße und mehr oder weniger grünhütige Täubling gehört zum Verwandtschaftskreis des Purpurbraunen Dotter-Täublings (R. cuprea). Der Artrang dieses Täublings ist umstritten; viele Autoren sehen in ihm nur eine Varietät der Sammelart Russula cuprea, die eine Reihe von Sippen enthält, die nur schwer voneinander zu trennen sind.

## Merkmale

### Makroskopische Merkmale
Der (7,5) 8–10,5 cm breite Hut ist anfangs konvex, doch schon bald ausgebreitet und später in der Mitte flach niedergedrückt. Der Rand ist regelmäßig und abgerundet und schon bald breit höckerig-gerieft bis gefurcht (im Alter auch fast bis zur Hutmitte). Die Huthaut glänzt und ist nur im trockenen Zustand am Rand etwas matt. Der Hut ist gelblich bis olivgrün gefärbt, kann aber auch olivgrau sein. Im Alter kann der Hut stark ausblassen und ist dann sogar blass weißlich gelb gefärbt und erinnert so an den Blassen Täubling (R. galochroa). Am Rand ist der Hut oft kräftiger gefärbt als in der Hutmitte und kann hier bisweilen sogar blass fleischviolett getönt sein.
Die meist mehr oder weniger entfernt stehenden Lamellen sind anfangs blass, doch schon bald safrangelb bis tief orangegelb. Am Stiel sind sie angeheftet oder mehr oder weniger buchtig angewachsen oder frei. Die 6–11 (–15) mm breiten Lamellen sind im äußersten Drittel am breitesten, aber gewöhnlich nicht oder nur schwach bauchig. Nur ausnahmsweise sind sie mit ein paar Zwischenlamellen untermischt. Die Lamellenschneide ist einfach und glatt. Das Sporenpulver ist tief ockergelb (IVd nach Romagnesi).
Der 6,5–8 (–12) cm lange und 1–2,5 cm breite Stiel ist rein weiß, leicht runzelig kahl, matt oder schwach seidig glänzend. Der Stiel ist mehr oder weniger gleichmäßig zylindrisch. Die Stielbasis verfärbt sich beim Trocknen oder im Alter schmutzig graubräunlich, das Stielfleisch ist anfangs fest und wird später schwammig-hohl und ist dann sehr zerbrechlich.
Das fast geruchlose Fleisch ist rein weiß und bei Reife weich bis schwammig und ungewöhnlich zerbrechlich. Es schmeckt nach einigem Kauen entschieden scharf, aber nicht ganz so brennend scharf wie beim Heimtückischen Täubling (R. badia).

### Mikroskopische Merkmale
Die fast kugeligen Sporen sind 9–10 (11,5) µm lang und 8 (8,5) µm breit und tragen deutlich isoliert stehende, dornige, bis zu 1,5 µm hohe Warzen. Die zylindrischen Pileozystiden sind 6–10 µm breit und 0-2-fach septiert. Manchmal sind die Hyphen-Endzellen an ihren Enden verdickt oder deformiert und mehr knotig als ausgesackt. Die Haare als auch die Zystiden tragen zahlreiche Divertikeln (zapfen- oder sackartige Auswölbungen).

## Artabgrenzung
Alle Täublinge der Untersektion Cupreinae (Urentinae) sind nur schwer zu unterscheiden. Besonders ähnlich ist der Scharfe Braun-Täubling, der ebenfalls einen recht großen und manchmal gelblich braun gefärbten und oliv getönten Hut hat. Seine Fruchtkörper riechen ähnlich wie der Gallen-Täubling oder nach Obstkompott.

## Ökologie und Verbreitung

Europäische Länder mit Fundnachweisen des Grünen Dotter-Täublings.
Legende:
Länder mit Fundmeldungen
Länder ohne Nachweise
keine Daten
außereuropäische Länder

Laut Bon ist der Täubling eine Laubwaldart, die häufig unter Eichen und Hainbuchen vorkommt. Man findet den Grünen Dotter-Täubling daher vorwiegend in Eichen-Hainbuchenwäldern und Eichenmischwäldern. Der Pilz mag neutrale, lehmige bis kalkreiche Böden.
Der Grüne Dotter-Täubling ist eine europäische Täublingsart, die wohl nur in Südskandinavien ein wenig häufiger vorkommt. Er gilt als selten, wird aber wohl häufig nicht von Russula cuprea unterschieden, da er laut Indexfungorum nur ein Synonym des Purpurbraunen Dotter-Täublings ist. Daher ist seine genaue Verbreitung in Europa unbekannt.

## Systematik

### Infragenerische Systematik
Der Grüne Dotter-Täubling wird von Bon in die Untersektion Cupreinae (Urentinae) gestellt, die ihrerseits innerhalb der Sektion Insidiosinae steht. Die Untersektion enthält meist kleine bis mittelgroße, mehr oder weniger scharf schmeckende Täublinge. Die Hüte sind farblich sehr variabel und am Rand meist deutlich gerieft. Das Sporenpulver ist intensiv gelb gefärbt.

## Bedeutung
Wie alle scharf schmeckenden Täublinge gilt der Grüne Dotter-Täubling als ungenießbar.